# صوفي وارد
صوفي وارد (بالإنجليزية: Sophie Ward)‏ هي عارضة أسترالية، ولدت في 3 نوفمبر 1980 في برث في أستراليا.

## روابط خارجية
- صوفي وارد على موقع دليل عارضات الأزياء (الإنجليزية)